# クリシュナ・プラサード・バッタライ

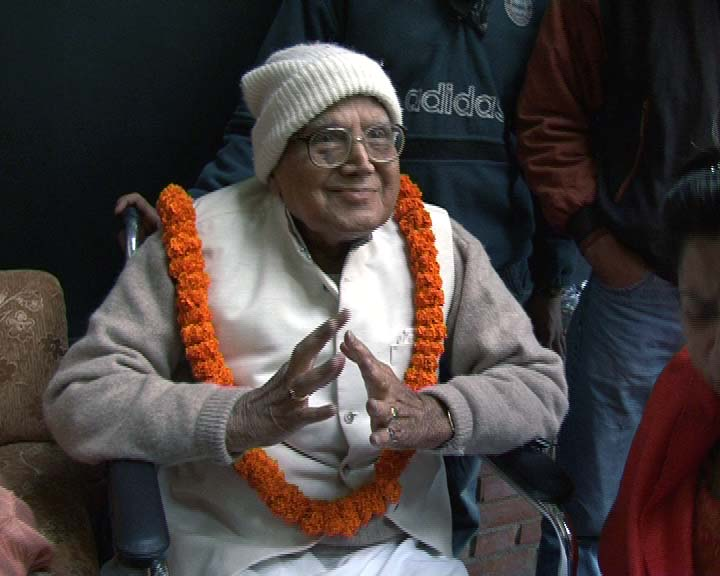
クリシュナ・プラサード・バッタライ

クリシュナ・プラサード・バッタライ（ネパール語: कृष्ण प्रसाद भट्टराई、英: Krishna Prasad Bhattarai、1924年12月13日 - 2011年3月4日）は、ネパールの政治家。首相を2度務める。ネパール共産党毛沢東主義派のバーブラーム・バッタライとは別人物。
首相の任期は次の通り。
- 1990年4月19日 - 1991年5月26日
- 1999年5月31日 - 2000年3月22日

長年、ネパール会議派の党首を務める。ネパール会議派の草創期を知る数少ない長老。1990年の民主化運動（ジャナ・アンドラン）では自宅軟禁され、十分な活動はできなかったが、最終段階で政府と交渉し、複数政党制を勝ち取った。（ただし、パンチャーヤト制の廃止には時間がかかった。）チャンダ首相に代わり、民主化運動後、国王から首相に任命される。
ネパール会議派の党首を26年近く務めたが、党が王制廃止を方針としたのに反対して2007年9月26日に離党している。